# Clang
Clang é um front-end de um compilador para as linguagens C, C++, Objective-C e Objective-C++ que utiliza o LLVM como back-end desde a versão 2.6 do LLVM. Tem como objetivo oferecer um substituto open source ao GCC, o conjunto de compiladores da GNU. O desenvolvimento do Clang conta com o envolvimento de grandes empresas como o Google e a Apple.
Seu código fonte está disponível sob uma licença da Universidade de Illinois que combina as licenças MIT e BSD. Implementa na totalidade a especificação C++11.